# Mont Ventoux Dénivelé Challenges 2019
La Mont Ventoux Dénivelé Challenge 2019, prima edizione della corsa, valevole come evento dell'UCI Europe Tour 2019 categoria 1.1, si svolse il 17 giugno 2019 su un percorso di 173 km, con partenza da Vaison-la-Romaine e arrivo sul Mont Ventoux, in Francia. La vittoria fu appannaggio dello spagnolo Jesús Herrada, che completò il percorso in 5h02'05", precedendo il francese Romain Bardet e l'estone Rein Taaramäe.
Sul traguardo del Mont Ventoux 54 ciclisti, dei 80 partiti da Vaison-la-Romaine, portarono a termine la competizione.

## Ordine d'arrivo (Top 10)
| Pos. | Corridore        | Squadra        | Tempo    |
| ---- | ---------------- | -------------- | -------- |
| 1    | Jesús Herrada    | Cofidis        | 5h02'05" |
| 2    | Romain Bardet    | AG2R           | a 9"     |
| 3    | Rein Taaramäe    | TotalEnergies  | a 1'12"  |
| 4    | Julien El Fares  | Delko          | a 1'38"  |
| 5    | Élie Gesbert     | Arkéa          | a 2'24"  |
| 6    | Javier Moreno    | Delko          | a 2'29"  |
| 7    | Pierpaolo Ficara | Amore & Vita   | a 2'40"  |
| 8    | Óscar Rodríguez  | Euskadi–Murias | a 2'43"  |
| 9    | Tony Gallopin    | AG2R           | a 2'52"  |
| 10   | Darwin Atapuma   | Cofidis        | a 2'58"  |